# Adelpha melona
Espèce
Adelpha melona  est une espèce de papillons de la famille des Nymphalidae, sous famille des Limenitidinae et du genre Adelpha.

## Dénomination
Adelpha melona a été décrit par William Chapman Hewitson en 1847 sous le nom Heterochroa melona

### Sous-espèces
- Adelpha melona melona ; présent au Brésil
- Adelpha melona deborah Weeks, 1901; présent en Colombie.
- Adelpha melona leucocoma Fruhstorfer, 1915; présent au Brésil et à [Trinité-et-Tobago].
- Adelpha melona neildi Willmott, 2003; présent à Panama
- Adelpha melona pseudarete Fruhstorfer, 1915[1].

### Noms vernaculaires
Adelpha melona se nomme en anglais Melona Sister.

## Description
Adelpha melona est un papillon d'une envergure d'environ 50 mm à bord externe des ailes antérieures concave. Le dessus est marron avec aux ailes antérieures une tache jaune à l'apex et une bande jaune allant jusqu'au bord interne alors qu'aux ailes postérieures la bande qui va du milieu du bord costal au bord interne près de l'angle anal est blanche.
Le revers est plus clair, avec des veines et des bandes marron, des bandes nacrées et la même large bande blanche que sur le dessus.

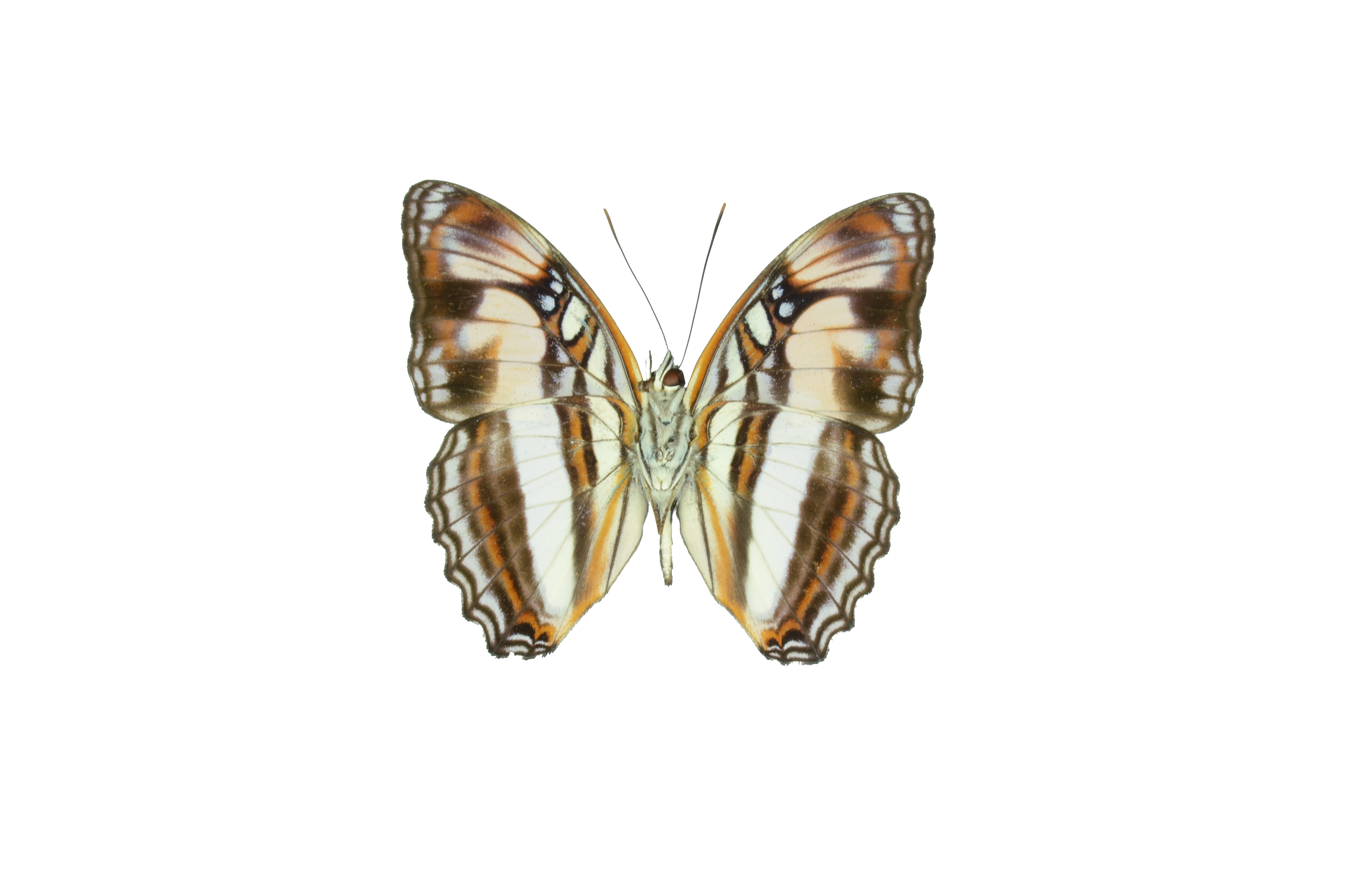
Adelpha melona revers

## Écologie et distribution
Adelpha melona est présent à Panama, en Équateur, en Colombie, à Trinité-et-Tobago, en Guyane, en Guyana, au Surinam et au Brésil. 

### Protection
Pas de statut de protection particulier.